# Tamari Davis
Tamari Davis (15 de febrero de 2003) es una deportista estadounidense que compite en atletismo, especialista en las carreras de velocidad.
Ganó una medalla de oro en el Campeonato Mundial de Atletismo de 2023 y una medalla de oro en los Relevos Mundiales 2024, ambas en la prueba de 4 × 100 m.

## Palmarés internacional
| Campeonato Mundial | Campeonato Mundial | Campeonato Mundial | Campeonato Mundial |
| Año                | Lugar              | Medalla            | Prueba             |
| ------------------ | ------------------ | ------------------ | ------------------ |
| 2023               | Budapest (Hungría) | Medalla de oro     | 4 × 100 m          |
| Relevos Mundiales  |                    |                    |                    |
| Año                | Lugar              | Medalla            | Prueba             |
| 2024               | Nasáu (Bahamas)    | Medalla de oro     | 4 × 100 m          |